# Crawford (Colorado)
Crawford es un pueblo ubicado en el condado de Delta en el estado estadounidense de Colorado. En el año 2000 tenía una población de 366 habitantes y una densidad poblacional de 522,9 personas por km². Es el lugar donde falleció el cantante Joe Cocker (1944-2014).

## Geografía
Crawford se encuentra ubicado en las coordenadas 38°42′15″N 107°36′39″O / 38.70417, -107.61083.

## Demografía
Según la Oficina del Censo en 2000 los ingresos medios por hogar en la localidad eran de $23,281, y los ingresos medios por familia eran $27,500. Los hombres tenían unos ingresos medios de $37,917 frente a los $16,563 para las mujeres. La renta per cápita para la localidad era de $13,284. Alrededor del 29,4% de la población estaba por debajo del umbral de pobreza.